# 在日バングラデシュ人
在日バングラデシュ人（ざいにちバングラデシュじん）は、日本に一定期間在住するバングラデシュ国籍の人々である。

## 統計
日本の法務省の在留外国人統計によると、2023年12月末現在で在日バングラデシュ人は27,962人である。
在留資格別（5位まで）
| 順位 | 在留資格                 | 人数  |
| ---- | ------------------------ | ----- |
| 1    | 留学                     | 6,003 |
| 2    | 家族滞在                 | 5,357 |
| 3    | 技術・人文知識・国際業務 | 5,026 |
| 4    | 永住者                   | 4,101 |
| 5    | 特定活動                 | 719   |

都道府県別（5位まで）
| 順位 | 都道府県 | 人数  |
| ---- | -------- | ----- |
| 1    | 東京     | 5,777 |
| 2    | 埼玉     | 3,365 |
| 3    | 神奈川   | 1,868 |
| 4    | 群馬     | 1,558 |
| 5    | 千葉     | 1,475 |